# WPMZ Mołot
Wiatsko-Polańskie Zakłady Budowy Maszyn „Mołot” (ros. Вятско-Полянский машиностроительный завод "Молот" – Wiatsko-Polanskij Maszynostroitielnyj Zawod "Mołot", WPMZ) – rosyjskie zakłady zbrojeniowe, motoryzacyjne i przemysłu maszynowego, z siedzibą w Wiatskich Polanach. 

## Produkcja zbrojeniowa do 1989
Za datę powstania zakładów przyjmuje się 26 kwietnia 1940 r., kiedy fabryka wyrobów metalowych w Zagorsku została włączona w skład zakładów podległych Ludowemu Komisariatowi Uzbrojenia ZSRR, a następnie stała się głównym zakładem, w którym umieszczono produkcję pistoletów maszynowych PPSz. Po ataku Niemiec na ZSRR w 1941 r. wyposażenie fabryki zostało ewakuowane na wschód, do Wiatskich Polan, na tereny znajdującej się tam fabryki szpul. Podjęli tam pracę konstruktorzy Gieorgij Szpagin i Nikołaj Makarow. Od grudnia 1941 podjęto w nowym miejscu produkcję pepesz, a ogółem podczas wojny WPMZ wyprodukował ponad połowę z używanych w Armii Czerwonej pistoletów maszynowych. W 1945 zakład został uhonorowany Orderem Lenina.
W okresie powojennym, w zakładzie produkowano m.in. od lat 80 XX w. przeciwpancerne pociski kierowane 9K115 Metys. 

## Produkcja motocykli

### 1956–1979

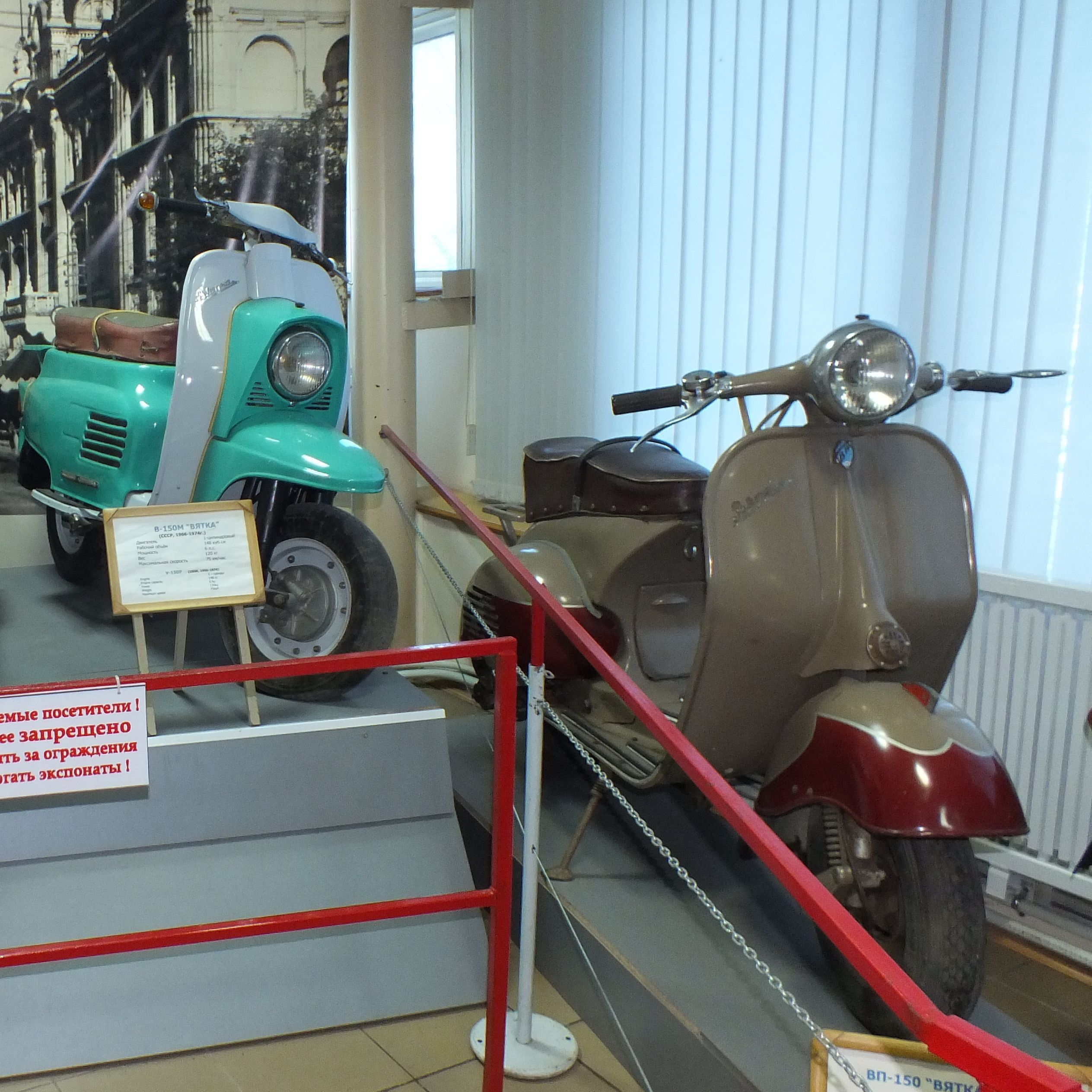
Po prawej Wiatka WP-150, po lewej - WP-150M

W drugiej połowie lat 50 XX w. rozpoczęto w ZSRR adaptować zakłady zbrojeniowe do produkcji cywilnej. WPMZ od 1956 roku produkowały podzespoły dla motocykli IŻ, jak kierownice, tłumiki, filtry powietrza, a także wózki boczne dla motocykla IŻ-49, jako ich jedyny producent. Produkowano następnie wózki boczne do dalszych motocykli IŻ, m.in. WP-58 dla IŻ-56 i WP-62 dla IŻ Jupiter.
Równolegle z produkcją podzespołów, władze radzieckie postanowiły umieścić w WPMZ produkcję pierwszych w ZSRR skuterów, skopiowanych z włoskiej Vespy. Dokumentację opracowano we współpracy z Centralnym Biurem Eksperymentalno-Konstrukcyjnym (CEKB) w Sierpuchowie, a zakłady w Wiatskich Polanach wyposażono w nowe oprzyrządowanie do wielkoseryjnej produkcji skuterów. Pod koniec 1957 roku uruchomiono produkcję seryjną skutera Wiatka WP-150 o pojemności silnika 148 cm³, produkując w tym roku 1668 egzemplarzy. W 1962 roku zakłady wyprodukowały 100-tysięczny skuter. Pierwszy model WP-150 produkowany był do 1967 roku i powstało ich 290 467 sztuk. Ponadto, w latach 1958–1968 wyprodukowano 74 688 trójkołowych pojazdów dostawczych MG-150 na bazie Wiatki, o ładowności 250 kg. 
W latach 1965–1974 wyprodukowano w WPMZ 520 174 sztuki nowego, samodzielnie opracowanego modelu Wiatka W-150M, a w latach 1974–1979 wyprodukowano 584 403 skuterów ulepszonego modelu Wiatka-3 Elektron, z zapłonem tyrystorowym (zastosowanym po raz pierwszy w ZSRR). W 1975 osiągnięto poziom produkcji 100 000 skuterów rocznie. Produkcję eksportowano ogółem do 51 krajów. Ostatnie skutery wyprodukowano jednak w sierpniu 1979, po czym, z uwagi na zmniejszający się popyt na skutery wobec większej dostępności samochodów, zaprzestano w WPMZ produkcji skuterów, przeznaczając zakłady dla produkcji zbrojeniowej (pocisków przeciwpancernych 9K115 Metys).

### od 1997
Pod koniec lat 90 XX w. w związku ze spadkiem zamówień uzbrojenia, zakłady podjęły próbę powrotu do produkcji cywilnej. Zakupiono licencję na silnik Simson o pojemności 49,9 cm³ (której nie udało się wcześniej wdrożyć litewskim zakładom Vairas) i od 1997 roku podjęto jego produkcję pod nazwą M-22. Silniki produkowane były początkowo dla innych producentów, lecz w 1998 roku opracowano, a w 1999 wdrożono do produkcji własny skuter Striż. Silnik ten wykorzystano także m.in. do motoroweru Kornet zakładów Iżmasz-Moto (2000).

## Czasy najnowsze
Po upadku systemu komunistycznego w ZSRR i zmniejszeniu zamówień zbrojeniowych, w latach 90 XX w. podjęto także produkcję broni myśliwskiej i sportowej na rynek cywilny. Zakład działał wówczas w formie otwartej spółki akcyjnej (ros. OAO). 
Na skutek zmniejszenia zamówień zbrojeniowych, w latach 2006–2011 zakład przynosił straty i stał się bliski bankructwa. W 2013 otwarto postępowanie upadłościowe.
Dla zachowania strategicznej dla Rosji produkcji zbrojeniowej, w 2010 r. utworzono spółkę-córkę OOO "Mołot-Orużje" (ООО «Молот-Оружие»), która kontynuuje produkcję broni strzeleckiej.